# Harrell (Arkansas)
Harrell – miasto w Stanach Zjednoczonych, w stanie Arkansas, w hrabstwie Freeborn.